# Operação Abismo

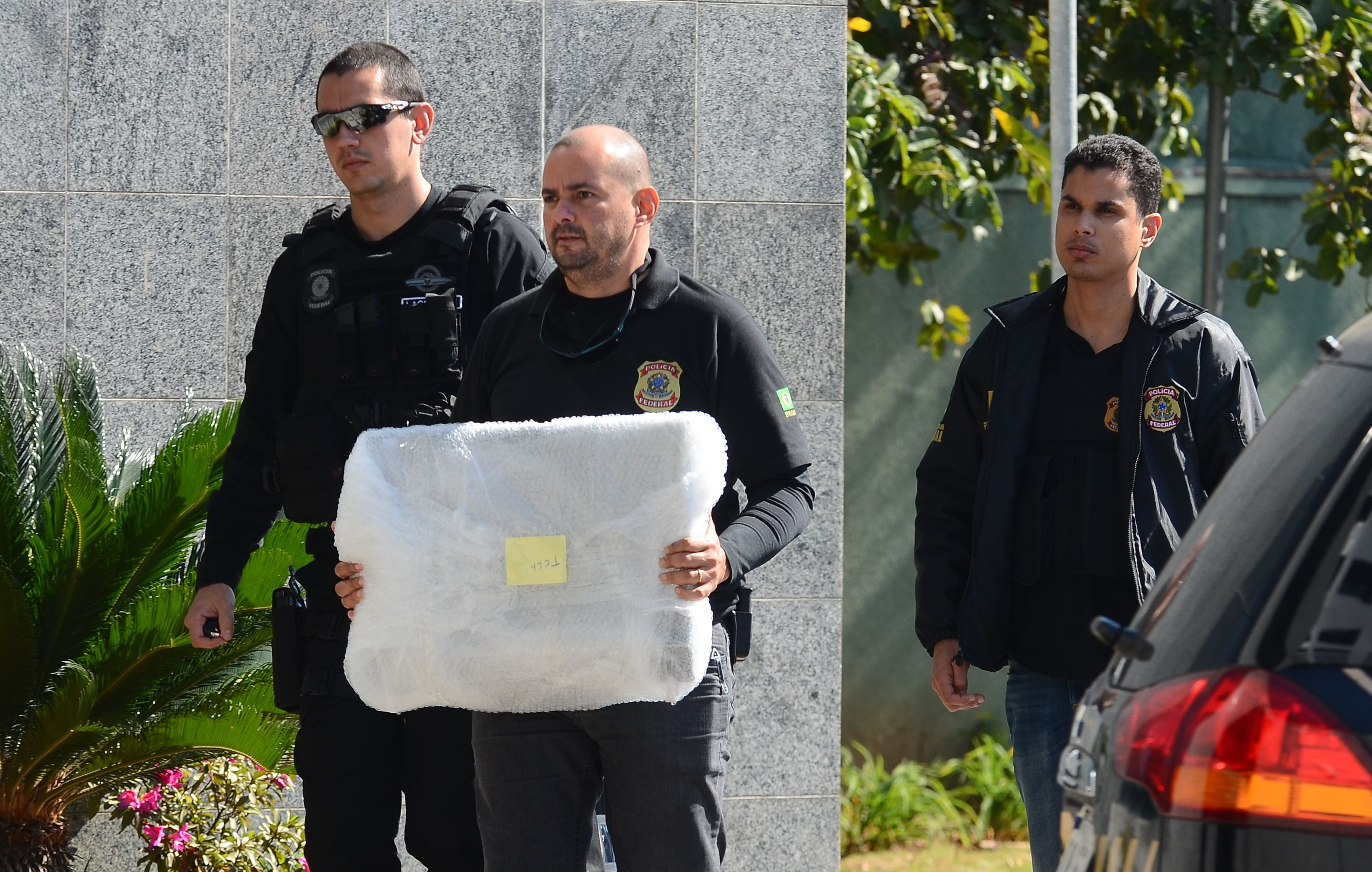
Entrega de malotes apreendidos na Operação Abismo na Superintendência da Polícia Federal de São Paulo.

Operação Abismo foi uma operação policial brasileira deflagrada pela Polícia Federal, em 4 de julho de 2016, no Distrito Federal e nos estados do Rio de Janeiro, São Paulo e que representou a 31ª fase da Operação Lava Jato.
A operação foi batizada pela PF de "Abismo" e investiga crimes de organização criminosa, cartel, fraudes licitatórias, corrupção e lavagem de dinheiro por meio de contratos da Petrobras, em especial do firmado para a construção do Centro de Pesquisas e Desenvolvimento Leopoldo Américo Miguez de Mello (Cenpes), no Rio de Janeiro.
O nome Abismo é uma referência utilizada para a identificação desta nova fase da operação policial e remete, dentre outros aspectos, às tecnologias de exploração de gás e petróleo em águas profundas desenvolvidas no Cenpes, mas também à localização das instalações, Ilha do Fundão, e a demonstração que esquemas como estes identificados levaram a empresa aos recantos mais profundos da corrupção e da malversação do dinheiro público.
De acordo com as investigações, o esquema no Cenpes envolve o pagamento de 39 milhões de reais em propinas em três frentes, a uma empresa, para que ela desistisse de participar da licitação da obra; para funcionários da diretoria de Serviços da Petrobras, e para Paulo Ferreira, ex-tesoureiro do PT e preso na Operação Custo Brasil.

## Prisões
Foram presos temporariamente Edson Freire Coutinho, ex-executivo da Schahin Engenharia, e Roberto Ribeiro Capobianco, presidente da Construcap, que também preside o Conselho de Administração da Minas Arena, consórcio que reformou e administra o Estádio do Mineirão, em Belo Horizonte.
Também foi preso, temporariamente, Genésio Schiavinato Junior, diretor comercial da Construbase.

## Conduções coercitivas
- Walter Torre Junior, presidente da WTorre;[5]
- Francisco Geraldo Caçador, executivo da WTorre;[5]
- Raimundo Grandini de Souza Lima, representou a OAS e o Consórcio Novo Cenpes em reuniões;[5]
- José Antonio Marsílio Schuwarz, diretor de engenharia da Schahin;[5]
- Eduardo Ribeiro Capobiano, sócio da Construcap;[5]
- Celso Verri Villas Boas, da Construcap.[5]

## Participação da empreiteira Wtorre no esquema
De acordo com a força-tarefa da Polícia Federal e da Procuradoria da República, a WTorre teria recebido uma propina de R$ 18 milhões para abandonar a licitação do Cenpes.
Segundo os investigadores, a WTorre Engenharia e Construção S/A (WTorres), que não havia participado de ajustes, resolveu ingressar no certame e apresentou proposta de preço, de R$ 858.366.444,14, cerca de 40 milhões de reais inferior ao da proposta apresentada pelo Consórcio Novo Cenpes, de R$ 897.980.421,13.
Léo Pinheiro, da OAS, acertou com Walter Torre 18 milhões de reais para ele desistir de obra no Cenpes.
| “ | "As empresas que formavam o Consórcio Novo Cenpes ofereceram então vantagem indevida de R$ 18 milhões para que a WTorre não aceitasse reduzir seu preço junto à Petrobras, enquanto, concomitantemente, o Consórcio renegociaria e reduziria o preço para abaixo da proposta da WTorre" | ” |